# Sarysu
Sarysu (rusky Сарысу) je řeka v Karagandské, Ulytauské a Kyzylordské oblasti v Kazachstánu. Je 671 km dlouhá. Povodí má rozlohu 81 600 km².

## Průběh toku
Vzniká soutokem řek Žaman Sarysu a Žaksy Sarysu. Protéká Kazašskou pahorkatinou jihozápadním směrem. Na dolním toku protéká západním okrajem pouště Betpak-Dala. Na horním toku je dolina řeky úzká, na dolním toku se rozšiřuje na 5 až 10 km. Na nejnižším úseku vytváří rozsáhlý náplavový kužel.

## Vodní stav
Zdroj vody je sněhového. Průměrný roční průtok vody 382 km od ústí je 7,3 m³/s. Vysychá na horním a dolním toku od července do ledna. Stálý tok má pod levým přítokem Kara-Kengira.

## Využití
Využívá se k zásobování vodou pro průmysl a zavlažování.